# Feud
Posjed dobiven za vojnu službu ili drugu obvezu u srednjem vijeku nazivao se feud ili leno. Pošto je kralj smatran kao posjednik svih zemalja na nekom području, on njima raspolaže po volji, te ih tako i daje plemićima kao uvjet njihove vjernosti. Ovisno o povijesnom periodu i lokaciji, zemlja dana plemiću je mogla postati njegovo privatno vlasništvo, a mogla je i služiti kao jedna vrsta zajma koji traje sve dok je plemić vjeran kralju, ili živ. Za uzvrat, plemići su se obavezivali na vjernost kralju, te vojnu službu, no ta vojna služba nije uvijek bila nužna i za kmetove na feudu.
Feud se sastoji od alodija i selištâ. Ima dva osnovna sloja: feudalci i kmetovi. U alodiju su živjeli feudalci, a u selištima kmetovi. Seljaci su samostalno stupali u feudalni odnos s vlasnikom zemljišta, koji bi svakome dodijelio određenu česticu da obrađuje, te naplaćivao određenu rentu (najčešće naturalna davanja, desetina, a ponekad i novčana podavanja, no ona su češća u suvremenijoj povijesti), a za uzvrat bi se obavezao da štiti seljaka.
Na feudu, feudalac je imao slobodne ruke provoditi svoju volju. On je bio i vrhovni sudac i upravitelj, no česte zlouporabe položaja su rezultirale pobunama kmetova (primjer: seljačka buna Matije Gupca kojoj je jedan od okidača bio seksualno uznemiravanje mladih seljakinja od strane lokalnog feudalca). Odnosi između kmetova i feudalca po prvi puta su točno regulirani urbarijima koje provodi Marija Terezija na području cijele monarhije. Nakon raspada feudalnog sustava i početka onog građanskog, francuska vlast koja okupira područje tadašnjih "ilirskih provincija" oslobađa podložnike, te im dodjeljuje zemlju koju obrađuju kao osobno vlasništvo. Austrijska vlast nakon zauzimanja tih područja nazad ostavlja status quo, te time sa sigurnošću završava feudalne odnose na području Istre i Dalmacije. 